# Verband der Wirtschaftsinformatik
Der Verband der Wirtschaftsinformatik (VIW) ist der führende Fachverband der Wirtschaftsinformatik in der Schweiz. Als eine Organisation der Arbeitswelt (OdA) vertritt der VIW die Interessen der Mitglieder, wirkt aktiv in der Informatikbildung mit und fungiert als Alumni-Organisation verschiedener Partnerschulen. Der VIW wurde 1985 gegründet und umfasst aktuell 1500 Einzel- und 15 Firmenmitglieder. Damit ist der VIW der grösste ICT-Fachverband der Schweiz.

## Geschichte
Der Verband wurde 1985 als Verband der Absolventen der Wirtschaftsinformatikschule Schweiz WISS gegründet. Seit dem 22. Mai 2008 tritt der VIW als Verband der Wirtschaftsinformatik mit neuem Namen auf. Als eine Organisation der Arbeitswelt (OdA) vertritt der VIW die Interessen der Berufswelt in der Informatik und wirkt in der Informatikbildung mit.

## Ziele
Der Verband agiert als Sprachrohr seiner Mitglieder zu Wirtschaft, Politik und anderen Berufsverbänden. Außerdem sichert die Mitarbeit und Mitbestimmung in der Informatikbildung. Den Mitgliedern werden attraktive Angebote zur Verfügung gestellt und fördert die Vernetzung der Mitglieder zum gegenseitigen Nutzen.

## Mitglieder
Der Verband hat rund 1600 Einzelmitglieder sowie 20 Firmenmitglieder und ist der bedeutendste Fachverband der Wirtschaftsinformatik der Schweiz. Alle Mitglieder weisen einen der folgenden Abschlüsse vor:
- eidgenössischem Fähigkeitszeugnis
- eidgenössischem Fachausweis
- eidgenössischem Diplom
- einem HF- oder NDS-Abschluss

## Kommission Bildung der ICTswitzerland
Der Verband ist Mitglied von ICTswitzerland, der Dachorganisation der wichtigsten schweizerischen Verbände der ICT-Branche. Innerhalb des Dachverbandes arbeitet der VIW in der Kommission Bildung (KB) mit. Diese ist das zuständige Organ des Dachverbandes ICTswitzerland für Bildungsbelange des Sektors ICT.

## Publikationsorgan
Das offizielle Publikationsorgan ist das VIW-Script, das monatlich in der Computerworld erscheint. Die Mitglieder erhalten automatisch gratis ein Computerworld Abonnement. Im VIW-Script werden Fachartikel und Informationen zu aktuellen Themen der IT, zum Verband sowie aktuelles aus dem Vorstand veröffentlicht. Das Publikationsorgan steht jedem Mitglied als Plattform offen und dient auch als Fenster aus dem Verband hinaus. Der VIW pflegt Kontakt zu anderen Informatikverbänden und Behörden und fördert aktiv die Möglichkeiten der Zusammenarbeit.